# Дженнифер-восемь
«Дженнифер-восемь» (англ. «Jennifer 8») — американский детективный триллер 1992 года, сценарист и режиссёр — Брюс Робинсон, в главных ролях — Энди Гарсия, Ума Турман и Джон Малкович.

## Сюжет
Полицейский Джон Берлин (Энди Гарсиа) из Лос-Анджелеса переводится по совету своего приятеля Фредди Росса (Лэнс Хенриксен) в маленький тихий городок Юрика в Северной Калифорнии. Джон постепенно приходит в себя после развода и пристрастия к спиртному.
На свалке мусора обнаруживают кисть женской руки, и безнадёжное расследование поручают Берлину. Предположив, что следы на пальцах руки остались от чтения шрифта Брайля, Берлин выходит на серию убийств семи девушек, большинство из которых были слепыми. Поскольку последняя седьмая жертва значилась в расследовании под кодовым именем «Дженнифер», то Джон называет следующую потенциальную жертву «Дженнифер 8». В ходе следствия он знакомится с соседкой одной из жертв, незрячей девушкой, виолончелисткой Хелен Робертсон (Ума Турман). Маньяк охотится за девушкой, так как Хелен осталась хоть и плохим, но всё же свидетелем убийства. Она находилась в комнате, когда убийца забирал жертву, а также слышала звук двигателя его автомобиля. Кроме этого, она предположила, что убийца пользуется освежителем дыхания. Постепенно между Хелен и Джоном начинается роман. Во время одной из совместных прогулок Хелен, услышав шум двигателя проезжавшего минивэна, говорит Берлину, что этот звук похож на шум двигателя автомобиля убийцы. Из этого полицейский делает вывод, что маньяк был на минивэне. Позднее Берлин едва не столкнулся на дороге также с минивэном. Увидев потом этот автомобиль на стоянке, Берлин осматривает его кузов и находит пустую капсулу из-под какого-то медицинского препарата. В этот момент появляется девушка-владелец авто, которой Берлин, естественно, представился полицейским и выяснил, что она периодически бывает в интернате для слепых.
В участке, однако, никто не верит в версию Джона о серийном убийце. Пытаясь задержать убийцу ночью в общежитии слепых вместе с Фредди Россом, Джон получает удар по голове. Убийца, выходя из общежития, смертельно ранит выстрелом из пистолета Фредди. Поскольку оба были нетрезвы и происшествия никто не видел, подозрения падают на самого Джона Берлина. Его обвиняют в смерти напарника, задерживают и передают дело в ФБР. В ходе жёсткого допроса Джона агент ФБР Энна (Джон Малкович) случайно наводит его на решающую догадку, показав точно такую же капсулу препарата, что ранее видел в минивэне Берлин, но найденную в авто Росса. Выясняется, что Росс страдал астмой. Поняв, что убийца пользуется не освежителем дыхания, а лекарством от астмы, Берлин после допроса узнаёт адрес владельца осмотренного им минивэна. За убийствами стоит сержант полиции Джон Тейлор (Грэм Беккел), работавший с Берлином в одном отделении. Маньяк и садист провёл детство среди слепых, так как его мать преподавала в интернате, отсюда и его влечение к незрячим. Благодаря супруге покойного Фредди Росса Марджи (Кэти Бейкер), Берлина выпускают под залог. Тейлор проникает в общежитие, в то время как Берлин мчится туда на авто. Тэйлор намерен убить Хелен и гонится за ней по темному коридору. Догнав девушку, он видит вместо Хелен Марджи, которая и расстреливает Тейлора в узком коридоре общежития.

## В ролях
| Актёр          | Роль                   |
| -------------- | ---------------------- |
| Энди Гарсиа    | сержант Джон Берлин    |
| Лэнс Хенриксен | сержант Фредди Росс    |
| Ума Турман     | Хелен Робертсон        |
| Грэм Беккел    | Джон «Джей Кей» Тэйлор |
| Кэти Бейкер    | Марджи Росс            |
| Кевин Конуэй   | Большой Цитрин         |
| Джон Малкович  | агент Энна             |
| Перри Лэнг     | Трэвис                 |
| Николас Лав    | Бисли                  |

## Производство
Фильм был снят в Юрике, Калифорния и Тринидаде, Калифорния, а также в Ванкувере, Британская Колумбия в больнице Ривервью и в Лондонской ферме наследия. Сцена свалки была снята в Мэйпл-Ридж, Британская Колумбия. Сцены были сняты и на рыболовецком судне «Дюк». Морской гараж в Стивстоне также ненадолго появляется. Фермерский дом Джона Берлинса (Энди Гарсия) был снят на натуре на ферме Джексона в Мейпл-Ридже, Британская Колумбия. Декорации фильма были разработаны художественным руководителем — Ричардом Макдональдом.

## Критика
Фильм получил неоднозначные отзывы критиков. На агрегаторе рецензий Rotten Tomatoes, фильм имеет рейтинг одобрения 38 %, на основе 21 обзоров, а ссредяя оценка составила 5,3 из 10.
В своем обзоре для The New York Times Джанет Маслин написала, что «двухчасовая продолжительность привела к избытку бесполезных и ненужных деталей, а загадка фильма в конечном итоге оказывается его самым слабым элементом».

## Кассовые сборы
Фильм, снятый с бюджетом в 20 миллионов долларов, собрал в прокате 11 390 479 долларов, что сделало его финансовым провалом. Робинсон, который снял фильм в попытке утвердиться в Голливуде, якобы поклялся никогда больше не снимать фильмы, пока в 2011 году не снял «Ромовый дневник» .